# 田中村 (香川県)
田中村（たなかむら）は、香川県木田郡にあった村。

## 歴史
- 1890年2月15日 - 町村制施行に伴い、三木郡田中村・朝倉村・小蓑村が合併し、田中村となる。
- 1899年4月1日 - 三木郡が山田郡と合併し、木田郡となる。
- 1952年1月1日 - 氷上村の一部を編入。
- 1954年10月1日 - 平井町・神山村・氷上村・下高岡村と新設合併し、三木町が発足。同日付で田中村が廃止。

## 経済

### 産業
- 農業

『大日本篤農家名鑑』によれば、田中村の篤農家は「久保直三郎、久保熊三郎、多田善蔵、筒井小市郎、松原喜代八、中村善三郎、森山彌三郎」などである。

## 出身人物
- 平井太郎（政治家、実業家） - 参議院議員。郵政大臣。